# Kettering (Maryland)
Kettering is een plaats (census-designated place) in de Amerikaanse staat Maryland, en valt bestuurlijk gezien onder Prince George's County.

## Demografie
Bij de volkstelling in 2000 werd het aantal inwoners vastgesteld op 11.008.

## Geografie
Volgens het United States Census Bureau beslaat de plaats een oppervlakte van
14,1 km², geheel bestaande uit land.

## Plaatsen in de nabije omgeving
De onderstaande figuur toont nabijgelegen plaatsen in een straal van 8 km rond Kettering.